# Acanthoprimnoa serta
Acanthoprimnoa serta is een zachte koraalsoort uit de familie Primnoidae. De koraalsoort komt uit het geslacht Acanthoprimnoa. Acanthoprimnoa serta werd in 1908 voor het eerst wetenschappelijk beschreven door Kükenthal & Gorzawsky. 